# 亞歷山大·吉拜爾
亞歷山大·吉拜爾（德語：Alexander Gehbauer，1990年4月24日—）是一名奧地利男子單車運動員，曾代表國家參加2012年倫敦奧運的單車越野賽，並未獲得獎牌。他也參加了2016年里約奧運，但未能完成比賽。